# Spadnaure
Spadnaure är en sjö i Jokkmokks kommun i Lappland och ingår i Luleälvens huvudavrinningsområde. Sjön är 8 meter djup, har en yta på 1,52 kvadratkilometer och befinner sig 365 meter över havet.

## Delavrinningsområde
Spadnaure ingår i det delavrinningsområde (737577-166933) som SMHI kallar för Utloppet av Spadnaure. Medelhöjden är 383 meter över havet och ytan är 14,39 kvadratkilometer. Det finns inga avrinningsområden uppströms utan avrinningsområdet är högsta punkten. Vattendraget som avvattnar avrinningsområdet har biflödesordning 4, vilket innebär att vattnet flödar genom totalt 4 vattendrag innan det når havet efter 238 kilometer. Avrinningsområdet består mestadels av skog (41 procent) och sankmarker (38 procent). Avrinningsområdet har 1,71 kvadratkilometer vattenytor vilket ger det en sjöprocent på 11,9 procent.